# Priscoficus
Priscoficus is een geslacht van uitgestorven weekdieren uit de klasse van de Gastropoda (slakken).

## Soorten
- Priscoficus alectodens Marwick, 1942 †
- Priscoficus allani Marwick, 1960 †
- Priscoficus obtusa (P. Marshall, 1917) †